# スルガメテオ
『スルガメテオ』は、田中ドリルによる日本の漫画作品。『週刊少年マガジン』（講談社）にて、2025年7号から連載中。

## 概要
同誌としては『ダイヤのA』以来の高校野球を題材にした作品。
物語がハイテンポで進み、試合の多くがコマ送りで描かれている。また、序盤から学校名・キャラクターなどの誤植が目立つ。

## あらすじ
ラグビーの強豪である都立星群高等学校には、人数すら足りていない野球同好会が存在。キャプテンを務める甲斐陽人は、ガタイのいい新入生・駿河慧に目をつけ、“未来のエース”として勧誘する。しかし、即座に断られて意気消沈した甲斐は、帰りに馴染みのバッティングセンターへ寄る。そこで駿河とまたしても顔を合わせ、彼がなんと店主の身内である事実を知った。新入部員として再度勧誘するものの、駿河は断固として拒否。甲斐が去ってからベンチに置かれた入部届けを見つけ、後日返却すべく駿河はグラウンドに赴く。そこではグラウンドの使用を賭け、ラグビー部との試合が行われていた。その矢先、悪質なプレーにより投手である甲斐が負傷。成り行きで彼の代わりにマウンドへ上がった駿河は、バッティングセンターの名物「スルガメテオ」を彷彿させる投球を披露。ラグビー部の打線をねじ伏せ、見事勝利をもたらした。

## 登場人物

### 星群高校
西東京にある都立の無名校。部員数は10人（当初は8人）。宙曰く「チームの打撃力は低いが、守備力だけならば全国クラス」。強化合宿の第1試合（対陽炎第三Bチーム）にて、完全試合を達成する。

#### 1年部員
駿河 彗（するが けい）
本作の主人公。投手・右翼手、右投右打。打順9番。AB型。
一見ぶっきらぼうな朴念仁であるが、実際はシャイな性分。実家はバッティングセンターを経営しており、名物「スルガメテオ」の正体。祖父と2人暮らしだが、何かしらの事情を抱えている模様。過去に関する記憶もまた断片的であり、観月のことを思い出せずにいる。
恵まれた体格とフィジカルを有し、高校生離れした剛速球を放る。加えてボール0.1個分単位の制球力を誇り、将山すらも抑え込める投球センスの持ち主。その反面、牽制球やクイックモーションをまともに行えず、基礎知識もまた疎い。野手としては強肩や足の速さを活かし、走者を刺殺している。
入学式にキャプテンである甲斐に目をつけられ、グラウンドの使用を賭けた試合に思わぬ形で登板。それ以降、熱心なオファーを受けて入部する。
大の学業不振であり、とりわけ数学が苦手。

#### 2年部員
甲斐 陽人（かい はると）
野球部のキャプテン。投手・捕手、右投右打。打順3番。A型。
太い眉毛が特徴。明るく前向きな性格だが、やや無鉄砲。口癖は「ガッツリ◯◯!!」。司令塔らしく観察力に長けており、体格のみで駿河のポテンシャルを見抜いた。
加地 京平（かじ きょうへい）
甲斐に勧誘されたメンバーの1人。捕手・三塁手、右投右打。打順2番。O型。
三白眼が特徴。5人兄弟の長男。少しばかり荒っぽい性格。高校入学から野球を始めたものの、現在はすっかり順応している。
火野 透馬（ひの とうま）
遊撃手、右投右打。打順7番→8番。A型。
端正な顔立ちに口元のホクロが特徴。母親がモデル。小心かつ神経質な性格。華麗な守備が売り。
土屋 俊介（つちや しゅんすけ）
中堅手、右投左打。打順1番→6番。
童顔とツーブロックの髪型が特徴。チームの中では最も小柄なものの、俊足が売り。
天沢 狐次郎（あまさわ こじろう）
左翼手・三塁手、左投右打。打順5番。
糸目と八重歯が特徴。好物は油揚げ。
水戸部 勇（みとべ いさむ）
一塁手、右投右打。打順4番。
老け顔とチーム1の長身が特徴。実家は醤油屋。

#### 3年部員
金子 優大（かねこ ゆうだい）
二塁手、右投右打。打順6番→7番。
切れ長の目元が特徴。クラスでは学級委員を務めている。
木原 憲明（きはら のりあき）
右翼手→補欠、右投右打。打順8番→代打。
丸眼鏡が特徴。東京大学を志望している。観月が加入してからは控えに回った。

#### 首脳陣（星群）
監督
本名不明。スーツ姿が特徴。運動経験の乏しい文化系であり、連絡事項の際に登場する。
進堂 宙（しんどう そら）
本作のヒロインおよび解説役。将山の実妹にしてマネージャー。1年生。
目元のホクロが特徴。流されやすい生真面目な性分。以前から生粋の高校野球オタクであり、観察力に関しては甲斐を上回る。さらに運動神経も高く、内外野へ苦もなくノックを打ち分ける。
当初は「ごく普通の女子高生」としてスクールライフを送る気だったが、以前から書き留めていた『野球ノート』を甲斐たちに見られ、なし崩し的に勧誘された。

#### その他（星群）
鳴海 修也（なるみ しゅうや）
2年生。ラグビー部所属。
ギザギザした歯並びが特徴。好戦的かつ嫌味な性格。中学時代に野球経験があり、甲斐とチームメイトだった。実力はまだ健在であり、ホームラン性の大飛球を放っている。

### 陸稲城西高校
西東京に君臨する『風林火山』の一角。甲子園出場回数春11回、夏14回。

#### 選手（陸稲城西）
進堂 将山（しんどう しょうざん）
駿河の宿敵。2年生。二刀流選手、右投左打。
掴みどころのない飄々とした性格。打率7割超え、通算67本塁打を記録している天才プレイヤー。投手としても最速151km/hの速球に加え、高速スライダーを操る。
権藤 雄一郎（ごんどう ゆういちろう）
主砲。一塁手、右投。
高校通算87本塁打。
東峰 龍（とうみね りゅう）
3年生。外野手、左投左打。
鋭い吊り目とカチューシャが特徴。駆け引きに優れており、星群との練習試合では「守備シフトだけで配球を読む」という芸当を披露。
佐伯 州都（さえき しゅうと）
投手、左投。

#### 首脳陣（陸稲城西）
山之内 稔（やまのうち みのる）
監督。仏頂面が特徴。
部長
野球部の責任者。眼鏡と禿げ上がった頭髪が特徴。

### 陽炎第三高校
同じく『風林火山』の一角。甲子園出場回数春10回、夏6回。

#### 選手（陽炎第三）
国本 竜介（くにもと りゅうすけ）
Bチームのキャプテン。投手、右投右投。
上昇志向な性格であり、和気藹々とした星群ナインに終始困惑。強化合宿の第1試合である星群戦に先発登板。先頭打者の観月にプレイボール本塁打を浴び、その後も失点して敗戦投手となる。
冴木 風磨（さえき ふうま）
Aチームの主力選手。打順2番。
尊大な性格でよく煽り口調を用いる。

#### 首脳陣（陽炎第三）
重松 志尊（しげまつ しそん）
監督。口元に蓄えた髭が特徴。

### 紅葉林学園
同じく『風林火山』の一角。甲子園出場回数春5回、夏2回。

#### 選手（紅葉林）
有栖川 樹林（ありすがわ じゅり）
主力選手。打順1番。
中性的な顔立ちと長髪が特徴。美意識の高い性格。

#### 首脳陣（紅葉林）
佐藤 貴一（さとう きいち）
監督。恰幅のいい体型が特徴。

### 東海菅原学府高校
同じく『風林火山』の一角。甲子園出場回数春8回、夏6回。

#### 選手（東海菅原）
円寺 琉火（えんじ るか）
主力選手。打順3番。
関西弁が特徴。

#### 首脳陣（東海菅原）
野村 怜（のむら れい）
監督。眼鏡を着用した理知的な女性。

### その他
駿河の祖父
本作の狂言回し。バッティングセンターの店主。
杖をついた白髪の老人。孫と2人暮らし（対外的には「息子」と呼んでいる）。
日車（ひぐるま）
専門誌『月刊高校野球』のベテラン記者。喫煙者。
無精髭とハンチング帽が特徴。辛口なコメントが目立つ。

## 書誌情報
- 田中ドリル『スルガメテオ』講談社〈講談社コミックス〉、既刊2巻（2025年7月16日現在）
  1. 2025年4月16日発売[1][3]、ISBN 978-4-06-538789-4
  2. 2025年7月16日発売[4]、ISBN 978-4-06-539766-4